# Linia kolejowa nr 940
Linia kolejowa nr 940 – jednotorowa, częściowo zelektryfikowana linia kolejowa znaczenia miejscowego oraz państwowego, łącząca rejon NHA stacji technicznej Kraków Nowa Huta z bocznicą szlakową Kraków Krzesławice.
Linia w całości została ujęta w kompleksową i bazową towarową sieć transportową TEN-T oraz sieć międzynarodowych linii transportu kombinowanego (AGTC).

## Galeria

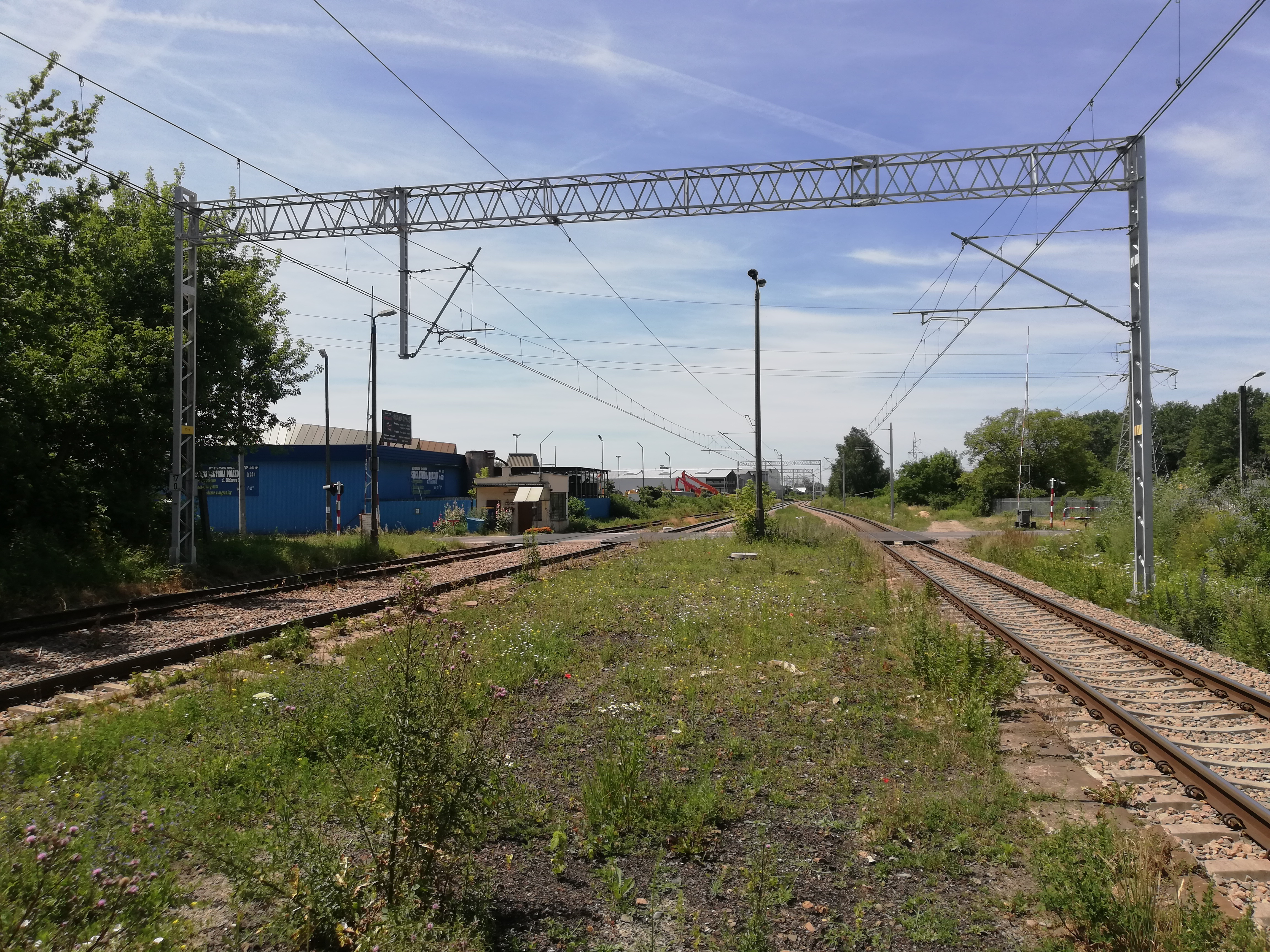
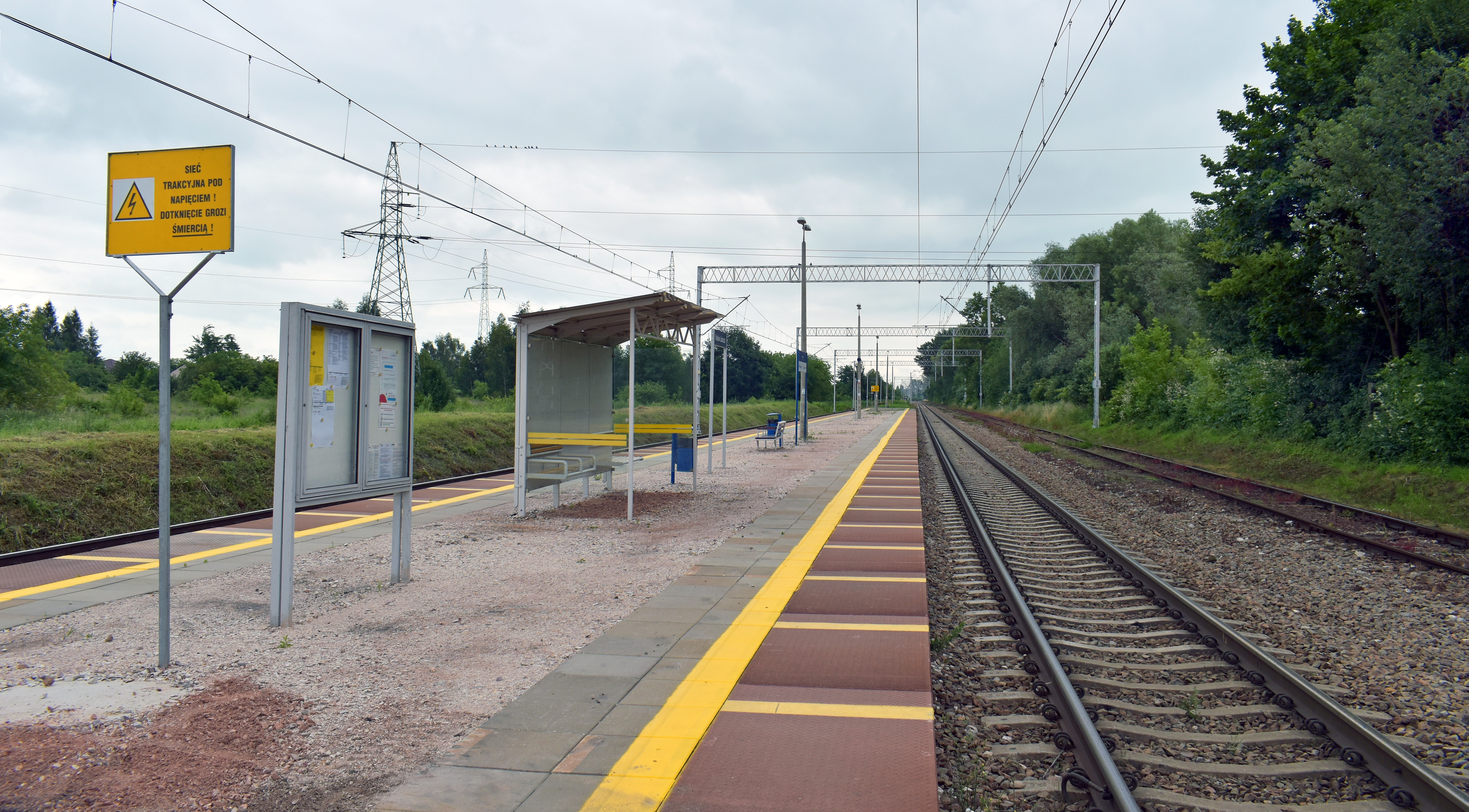